# Ochagavia
Ochagavia  es un género de plantas con flores de la familia Bromeliaceae, subfamilia Bromelioideae. Endémico de centro y sur de Chile, este género está representado por cuatro especies conocidas.

## Taxonomía
El género fue descrito por Lyman Bradford Smith y publicado en Anales de la Universidad de Chile 13: 168. 1856. La especie tipo es: Ochagavia elegans
Etimología
Ochagavia: nombre genérico que fue nombrado en honor de Silvestre Ochagavía, ministro chileno de educación.

## Especies
- Ochagavia andina (Philippi) Zizka, Trumpler & Zoellner  - de O'Higgins a Biobío
- Ochagavia carnea (Beer) L.B. Smith & Looser - de Valparaíso a La Araucanía
- Ochagavia elegans Philippi islas de Juan Fernández
- Ochagavia litoralis (Philippi) Zizka, Trumpler & Zoellner - de Coquimbo a O'Higgins